# 泊瀬朝倉宮
泊瀬朝倉宮（はつせのあさくらのみや）は、古墳時代の天皇である第21代雄略天皇が営んだ宮殿。長谷朝倉宮、初瀬朝倉宮とも表記される。

## 概要
伝承地は奈良県桜井市黒崎もしくは同市岩坂。黒崎の白山神社境内には「雄略天皇泊瀬朝倉宮伝承地」の碑が建立されている。一方、1984年には、同市脇本にある脇本遺跡で、5世紀後半のものと推定される掘立柱穴が発見されており、考古学的見地から朝倉宮の有力な候補地とされている。この遺跡は、第1期は5世紀後半、第2期は6世紀前半、第3期は6世紀後半と7世紀後半の3期に分けられる。泊瀬朝倉宮は雄略天皇が在位した456年から479年までの皇居であると考えられているが、これ以降も引き続き皇居とされたとの説もある。稲荷山古墳から出土した金錯銘鉄剣銘には「獲加多支鹵大王寺在斯鬼宮時」と刻まれているが、「獲加多支鹵大王」は雄略天皇であり、「斯鬼宮」（しきのみや）は泊瀬朝倉宮を指すと考えられている。